# Samare

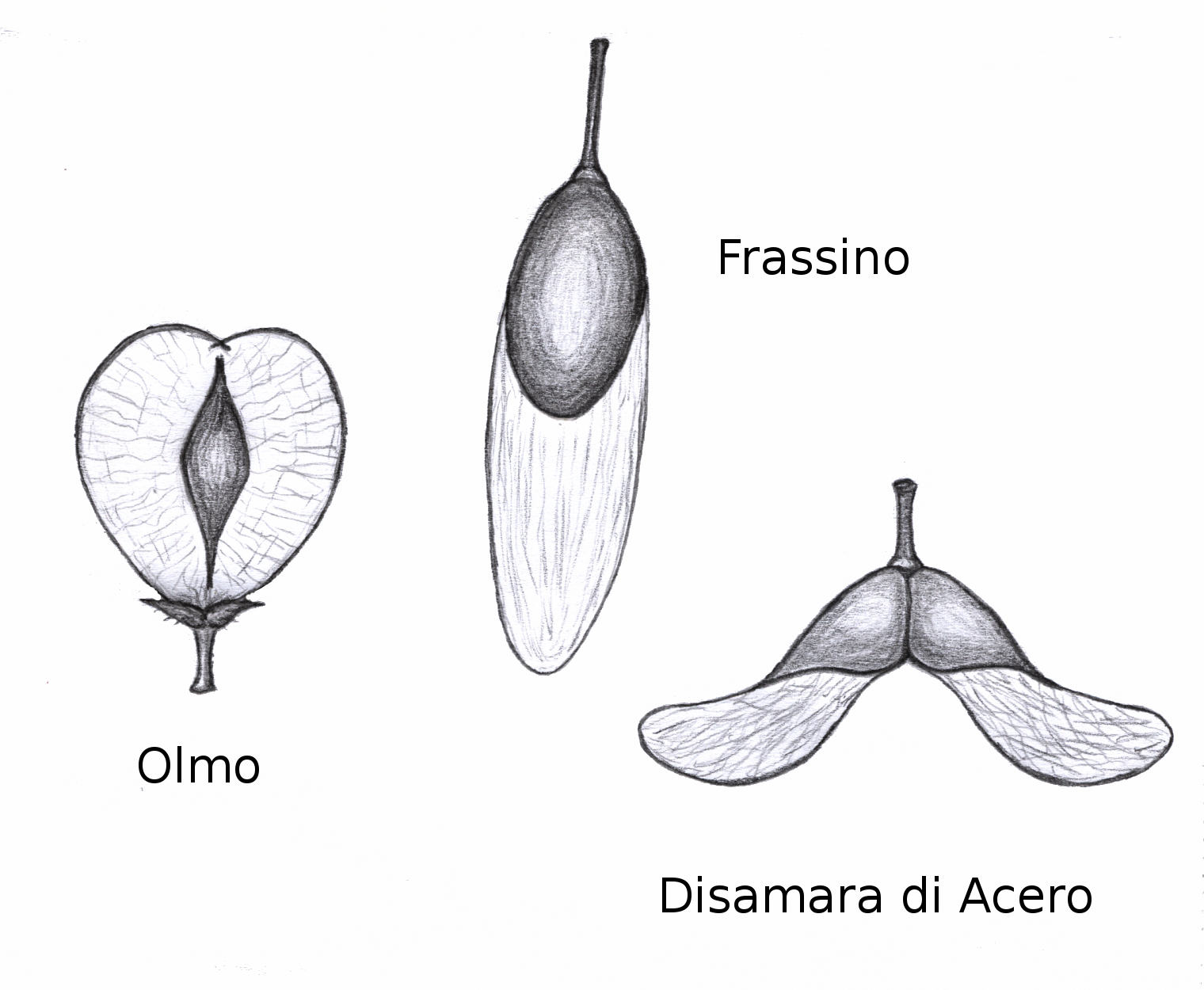
Formes différences : Orme, frêne et érable

En botanique, la samare, est un fruit sec indéhiscent, c'est-à-dire un akène (contenant une seule graine), muni d'une excroissance en forme d'aile membraneuse, formée par le péricarpe.
Cette particularité est présente chez de nombreuses espèces appartenant à des familles botaniques différentes.
La forme de l'aile, qui a pour fonction d'aider à la dissémination du fruit, est variable : allongée chez le frêne, parfois dissymétrique chez l'érable, circulaire enveloppant l'akène chez l'orme...
Ce mode de dispersion des graines, utilisant l'air et le vent, s'appelle l'anémochorie. Plus précisément des chercheurs gueldrois de l'Université de Wageningen ont montré que la chute tournoyante des samares est ralentie par la formation de tourbillons d'air au-dessus des ailes du fruit. Ces tourbillons, nommés vortex de bord d'attaque, concernent également certains insectes et les chauves-souris.
On distingue :
- la samare simple : c'est par exemple le fruit du frêne, de l'orme, du tulipier de Virginie, de l'ailante ou de certaines Légumineuses (Tipuana tipu) ;
- la samare double ou disamare (qui dérive d'un ovaire à deux carpelles) : c'est le fruit des érables (Acéracées).

Au Canada et ailleurs dans la francophonie, on appelle familièrement « hélicoptère » la disamare de l'érable.

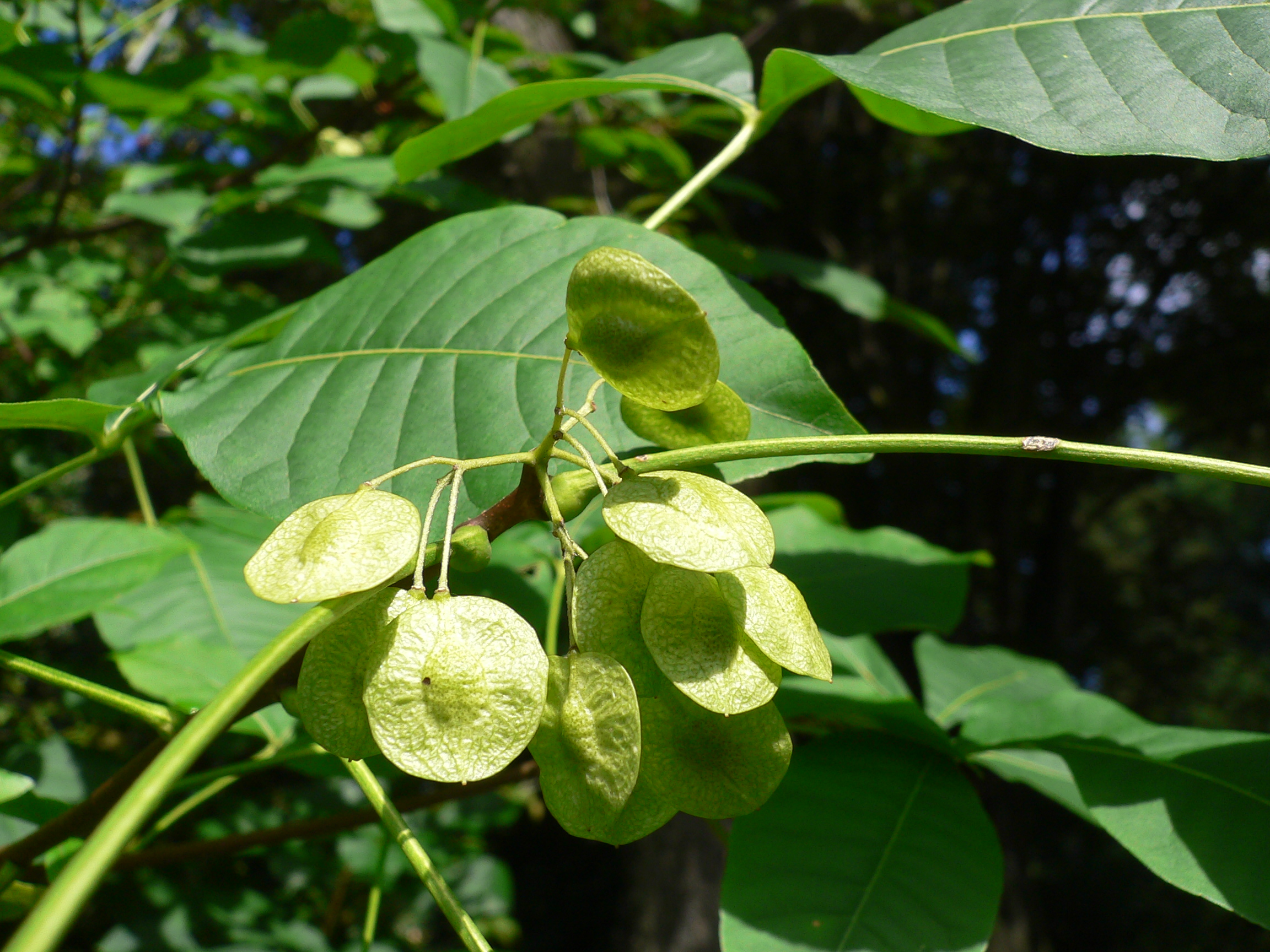
Samare de Ptelea trifoliata, (Rutaceae).
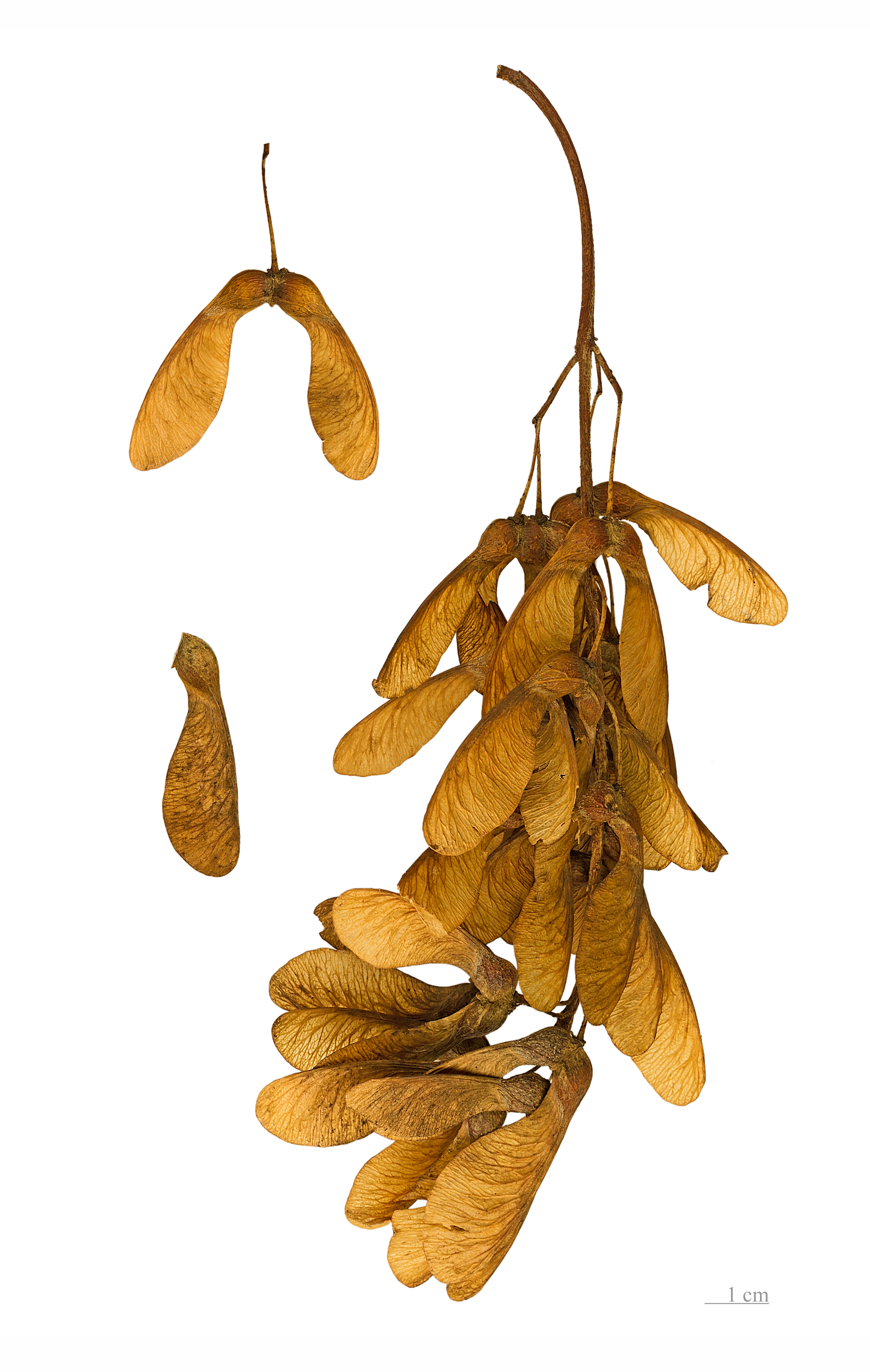
Samare double (érable), Acer pseudoplatanus,(Aceraceae).
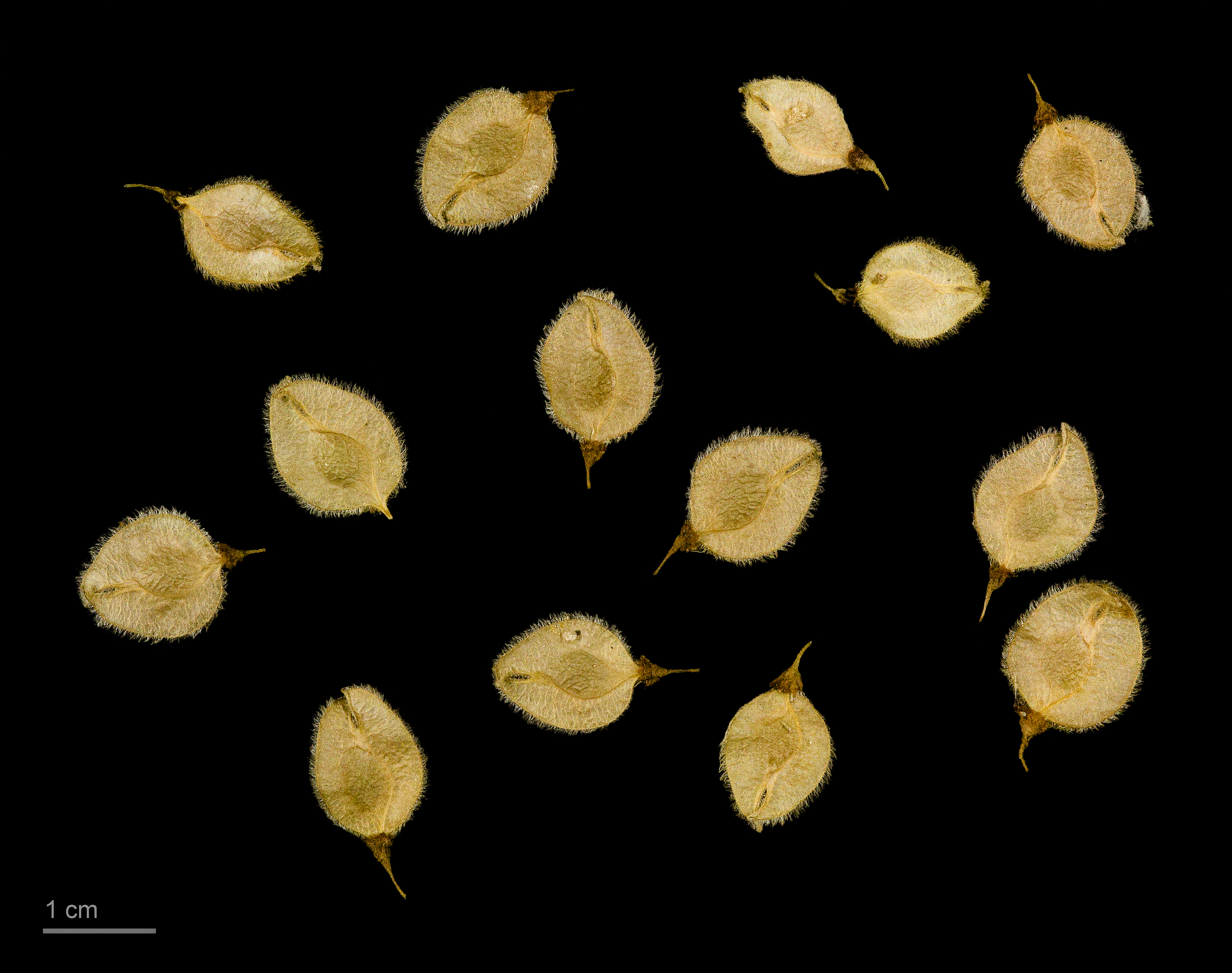
Samare de l'orme Ulmus laevis, (Ulmaceae)
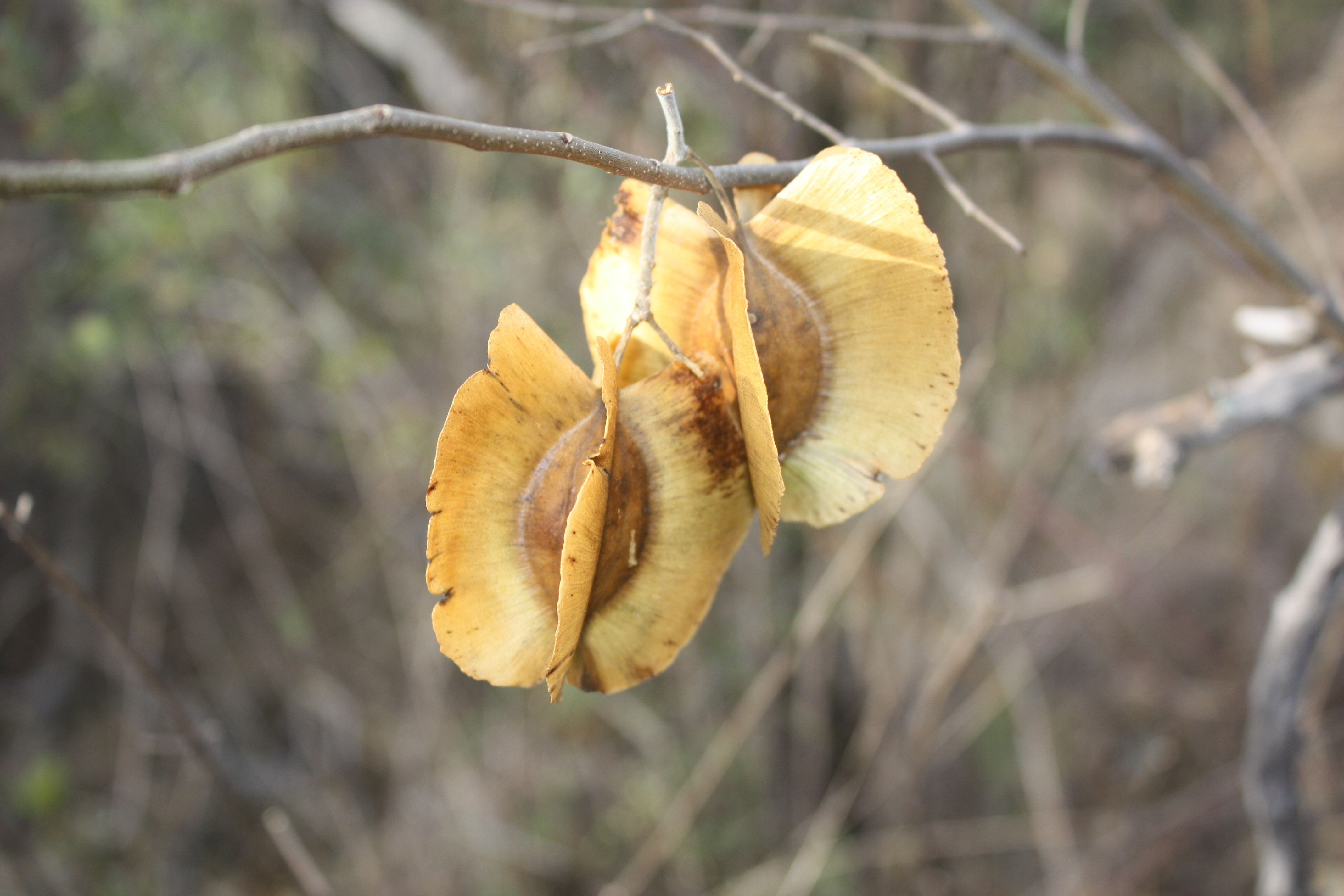
Samare de Combretum zeyheri, (Combretaceae).
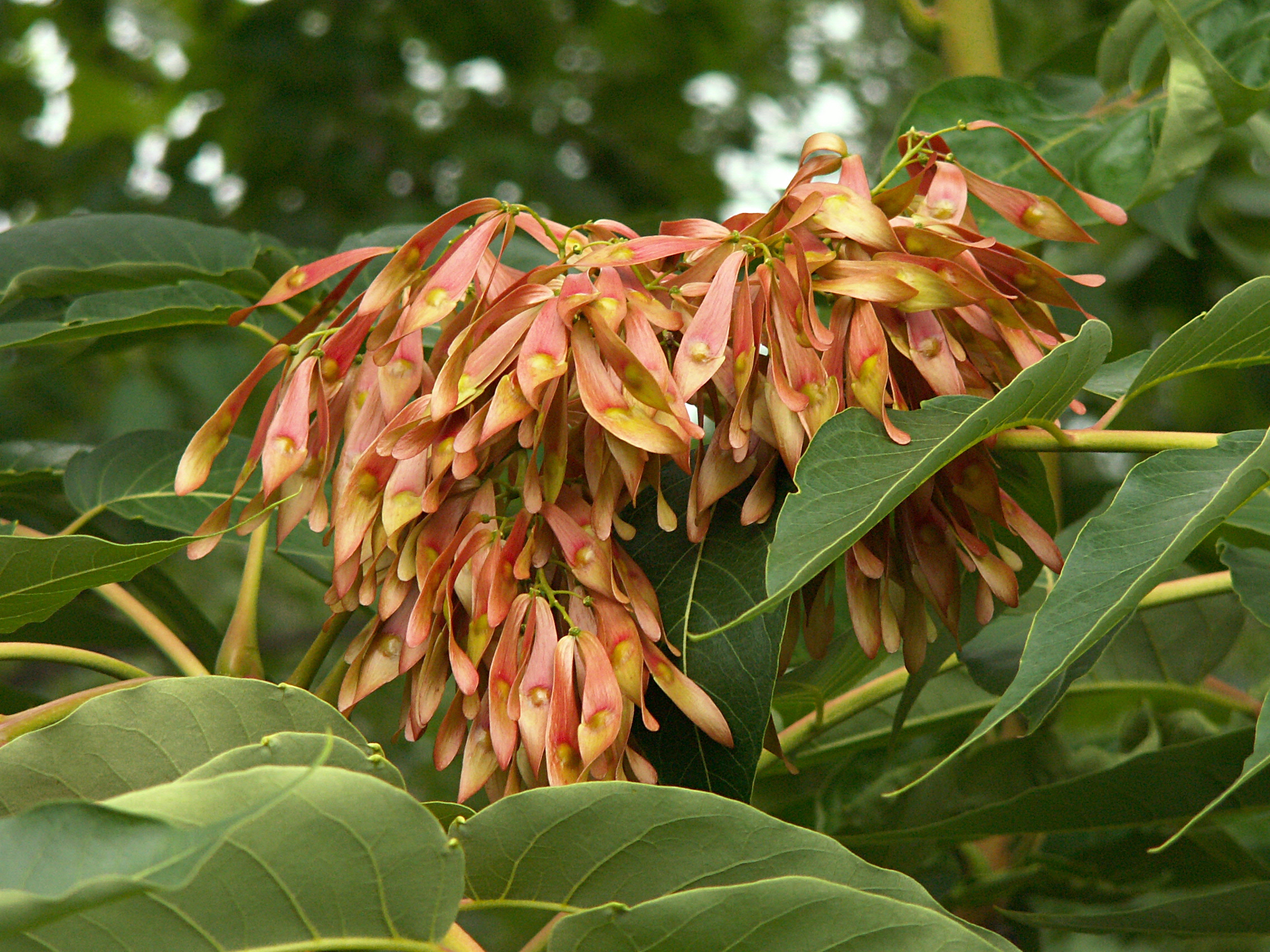
Samare d'ailante glanduleux, Ailanthus altissima,(Simaroubaceae).
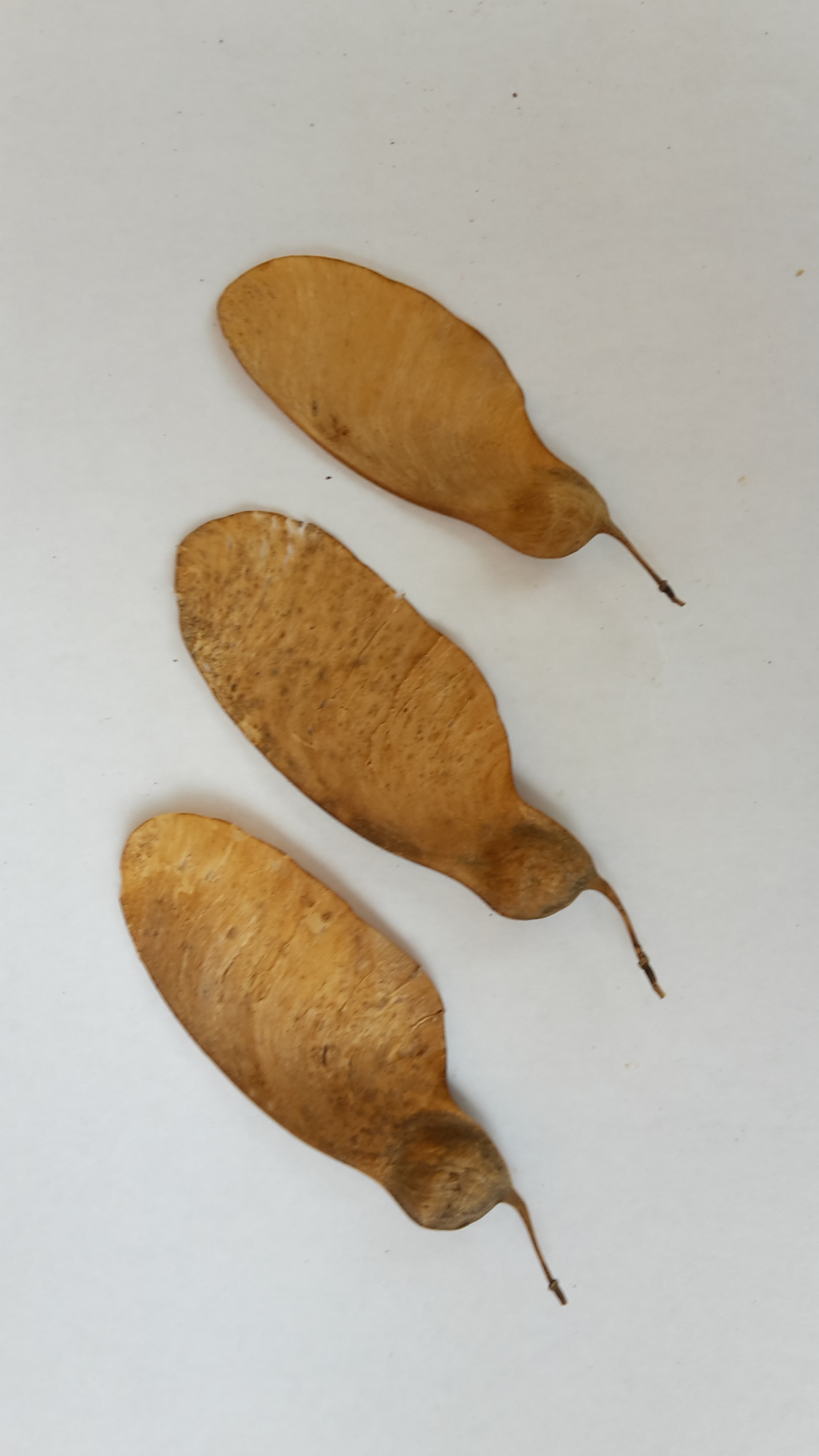
Samare de Tipuana tipu, (Fabaceae)
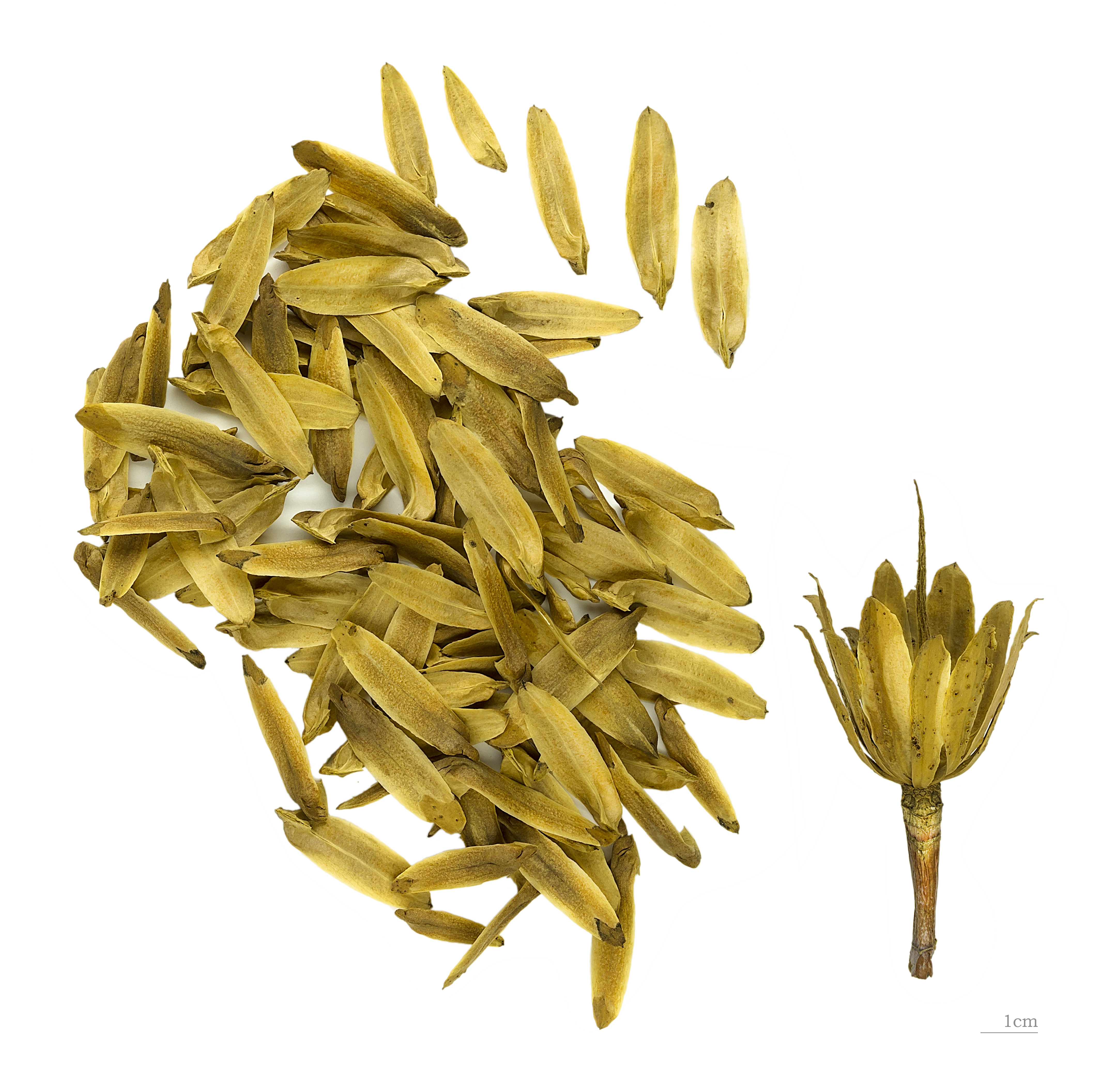
Samare de tulipier de Virginie, Liriodendron tulipifera, (Magnoliaceae)
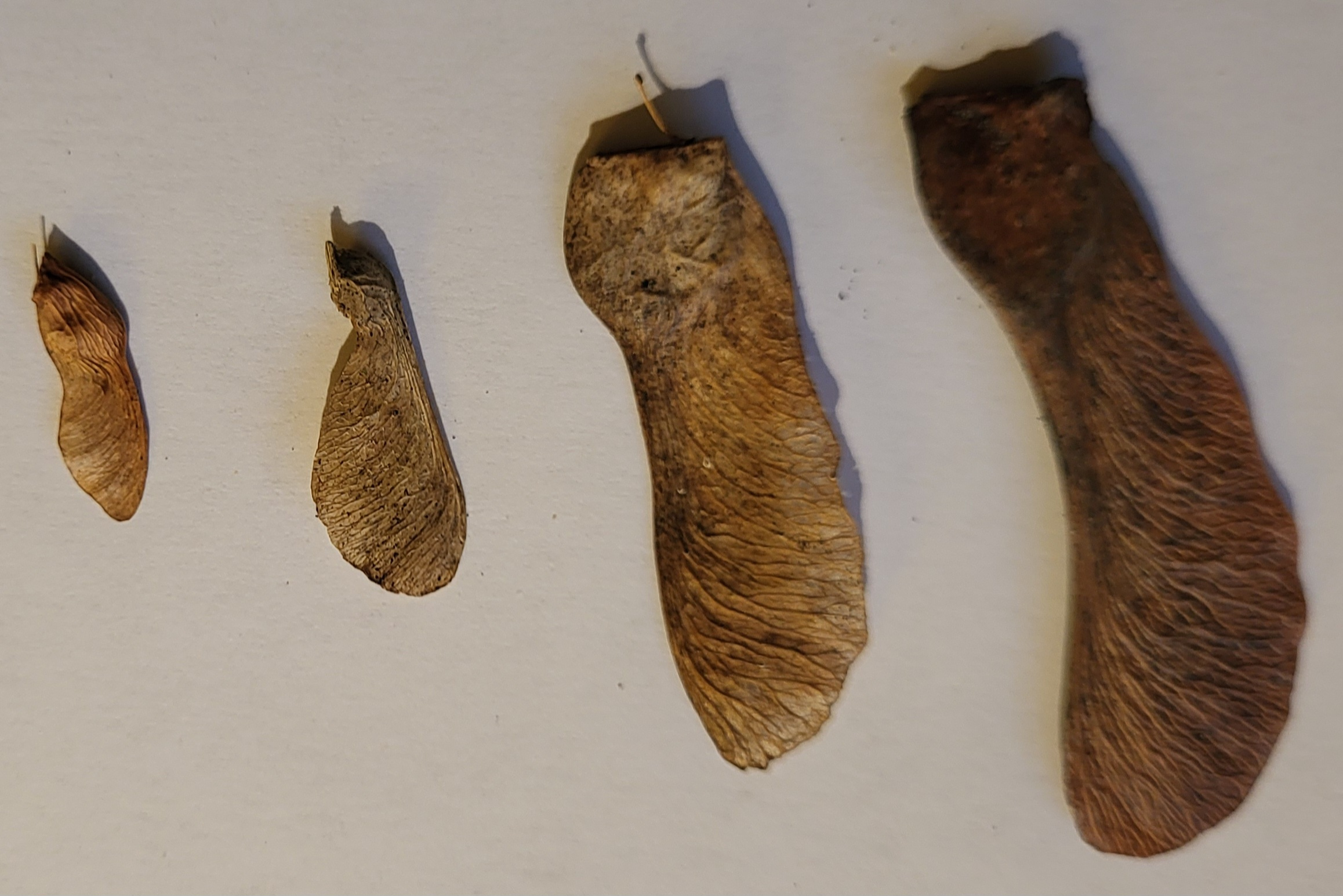
Samares de tailles différentes provenant de quatre espèces d'érables, (Aceraceae)